# Ignazio La Russa (1798)
Ignazio La Russa (Catanzaro, 10 giugno 1798 – Napoli, 21 aprile 1873) è stato un avvocato, magistrato e politico italiano.

## Biografia
Avvocato e professore di diritto e procedura civile nei licei, nel 1848 fu deputato nel parlamento costituzionale di Napoli. Entrato in magistratura, fu procuratore generale presso la gran corte civile delle Calabrie e consigliere della corte di cassazione di Napoli.
Fu presidente del consiglio provinciale di Catanzaro e venne nominato senatore del Regno nel 1871.
Era padre del senatore Leonardo e nonno del senatore omonimo Ignazio (1869–1935).